# Senador, usted no es Jack Kennedy

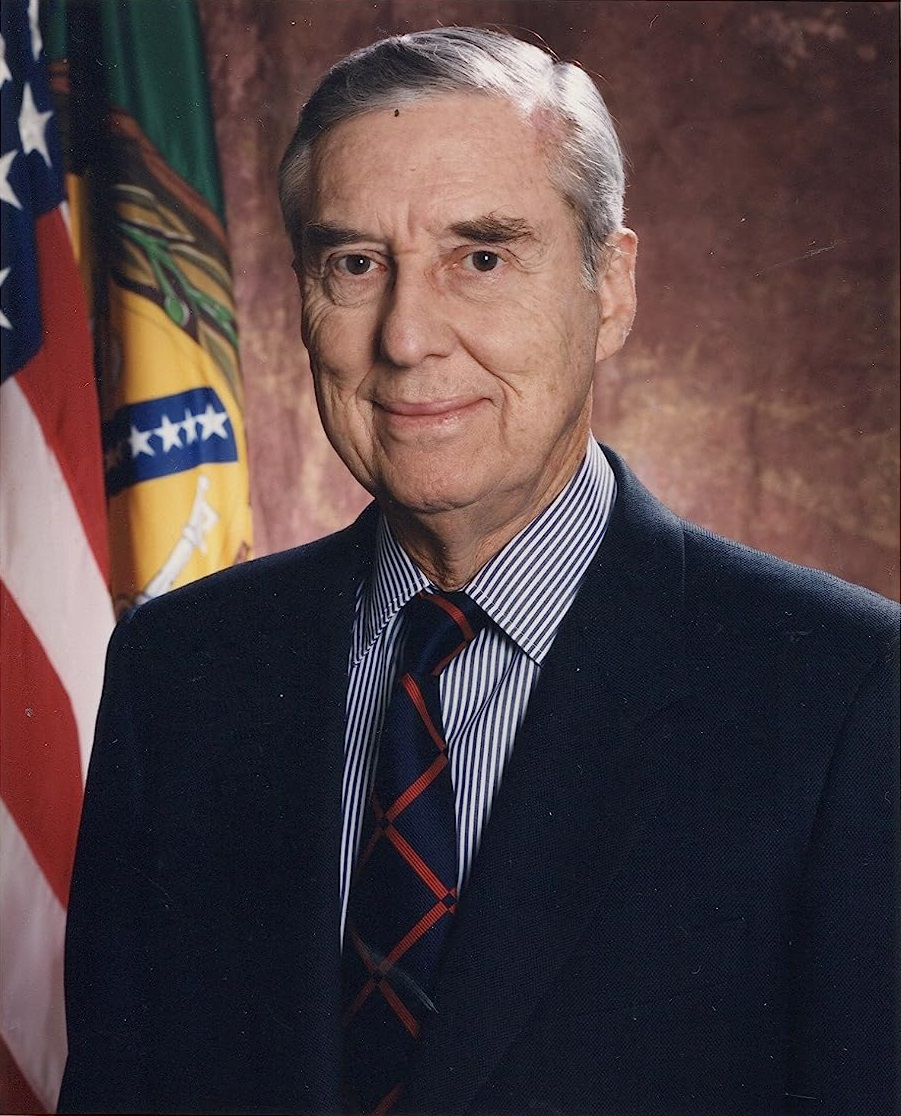
Lloyd Bentsen.

"Senador, usted no es Jack Kennedy" fue una frase pronunciada por el candidato a la vicepresidencia de los Estados Unidos por el partido Demócrata, el Senador Lloyd Bentsen, en el debate sostenido con Dan Quayle durante la carrera para tal cargo en 1988.
Jack Kennedy es una referencia a John F. Kennedy, el trigésimo quinto Presidente de los Estados Unidos. Desde entonces, la frase "Usted no es Jack Kennedy" (y otras variaciones de la frase pronunciada por Bentsen) se ha convertido en parte del léxico político estadounidense para referirse a una persona que mantiene una visión demasiado elevada de sí misma.

## Contexto
El debate tuvo lugar el 5 de octubre de 1988 en el Auditorio Cívico de Omaha, Nebraska. Uno de los moderadores, Judy Woodruff, dio inicio dirigiéndose a la audiencia de la siguiente manera: "Basados en la historia desde la Segunda Guerra Mundial, hay una posibilidad de 50-50 a que una de las dos personas aquí presentes se convierta en el Presidente de los Estados Unidos". Woodruff se refería a la posibilidad de que uno de estos hombres electo vicepresidente usualmente tiene que suceder al Presidente o luego es electo Presidente.

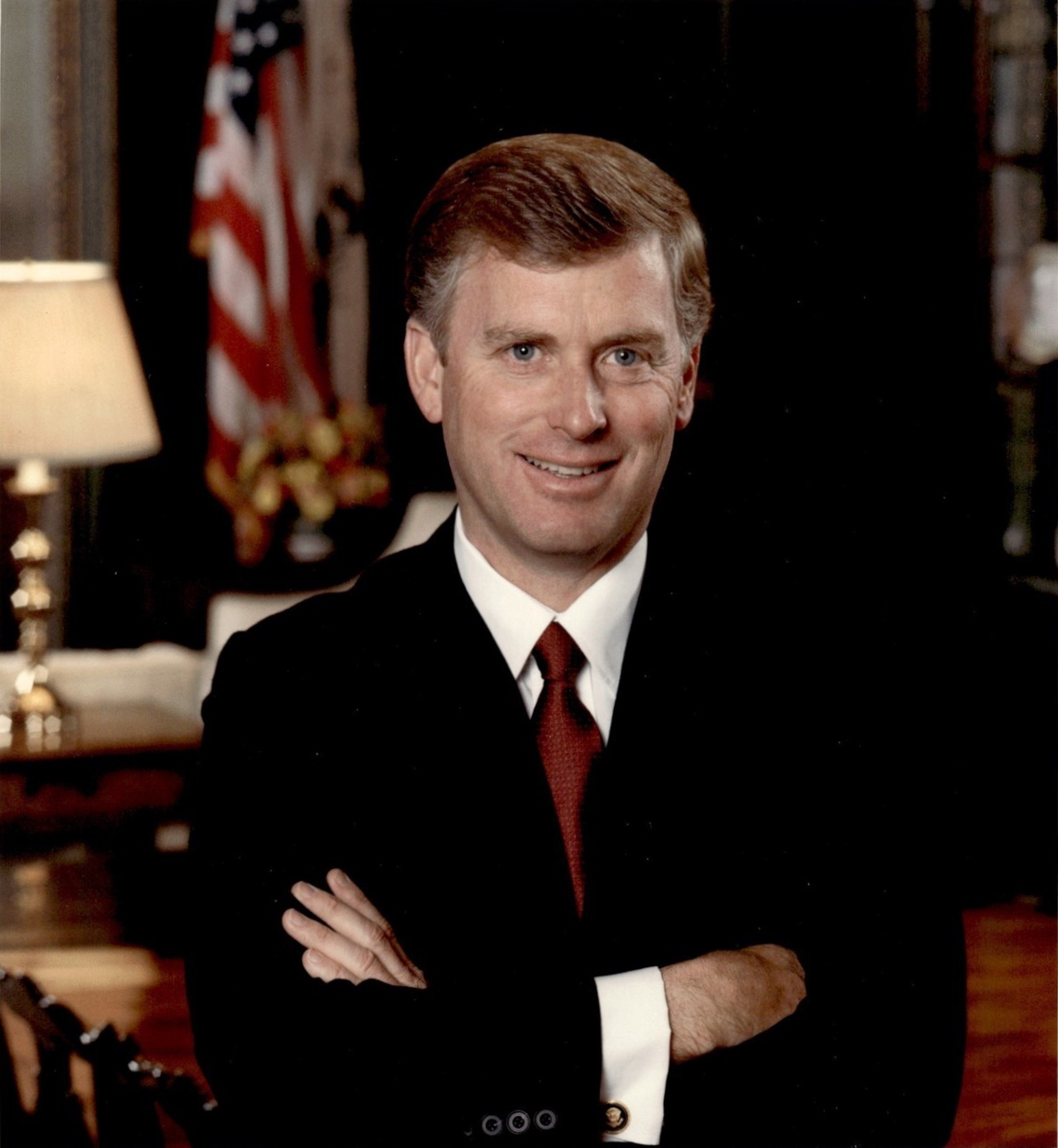
Dan Quayle.

Luego de que Quayle se convirtiera en el candidato a vicepresidente junto a George H. W. Bush, surgieron preguntas en los medios respecto a su edad, su corto período como senador en el Senado de los Estados Unidos, sus calificaciones académicas y sus servicios en la Guardia Nacional, ya que los Demócratas afirmaban que ello lo ayudó a no servir en el ejército durante la Guerra de Vietnam, y sobre todo su capacidad para liderar la nación en el caso de una incapacidad del Presidente. Esto se transformó en un tema central en el debate de 1988.
Quayle se había estado comparando con Kennedy en sus discursos, por lo que muchas personas creen que la frase de Bentsen había sido preparada con anticipación. Bentsen casualmente había dicho en un debate con Dennis Eckhart a Dennis "no eres Jack Kennedy y George Bush no es Ronald Reagan" (Germond & Witcover 1989:440).
Quayle no se comparó directamente con Kennedy en términos de logros, sino en cuanto a su período en el Congreso. Quayle estaba en lo correcto al señalar que él había servido en el Congreso por un tiempo similar al de Kennedy.